# Богдан Хмельницький і Василь Молдавський
Богдан Хмельницький і Василь Молдавський (Похід в Молдавію) — українська дума, що оспівує три походи козацьких військ на чолі з Богданом Хмельницьким у Молдавію відповідно:1650, 1652 і 1653 років. Висвітлення подій в думі дуже близьке до історичних фактів. Це дозволяє вважати, що дума створена по свіжих слідах цих походів, або їх учасником, або на основі розповідей учасників подій, які були добре обізнані з обставинами походу. В думі висміюється Микола Потоцький (в тексті — Іван Потоцький). Всього налічується шість відомих варіантів думи, записаних на Полтавщині та Чернігівщині.
Вже на самому початку думи напрочуд чітко виражено атмосферу суворої таємниці, що оточувала похід аж до здійснення задуму Хмельницького: "Тільки Бог святий знає, що Хмельницький думає-гадає". Ані сотники, ані курінні отамани та полковники не знали, куди й для чого вирушає військо. Проте дума фіксує одностайну підтримку народом Хмельницького навіть в той час, коли кінцева ціль походу ще не відома: "За ним козаки йдуть, яко ярая пчола гудуть". Тексти думи містять згадки й про важливі тактичні розпорядження гетьмана: він завчасно послав уперед дванадцять пар гармат; переходив через Дністер трьома переправами, поділивши військо на три частини тощо. До речі, поділ війська на три колони дав можливість Хмельницькому, за образним висловом автора думи, у неділю до обіду здобути Сороку, пообідати на ринку, а під полудню годину взяти Січаву (Сучаву, Сочаву), хоча відстань між цими містами приблизно 200 км 
.
Описуючи чимало цікавих історичних подробиць, дума містить декілька художніх зразків епістолярного жанру: лист Богдана Хмельницького до Василя Молдавського, відповідь останнього Хмельницькому, лист Василя до Івана Потоцького та його відповідь Василеві Молдавському. Лист Хмельницького витриманий у народнопоетичному дусі. Василь Молдавський у своєму панічному листі до Потоцького використовує давні героїко-епічні образи (слід зазначити, що Василь Лупул справді писав листа Потоцькому з проханням про допомогу). Тільки лист Потоцького в думі містить конкретно-історичну інформацію про його власні лихі пригоди: зустріч із Хмельницьким під Жовтими Водами, коли гетьман Потоцького "три дні на прикові край пушки держав" ... Літописи Самовидця і Грабянки також передають зміст листа Потоцького до Василя Лупула, що є досить близьким до тексту думи. Таким чином, дума "Похід у Молдавію" є визначним твором і за своїм художнім рівнем, і з погляду дотримання історизму. Вона відтворює історичні реалії, що зберігалися в народній пам'яті протягом майже трьох століть. 
Під Василієм молдавським в думі розуміється Василь Лупул, молдавський господар (князь) середини 17 століття, великий феодал, спільник польських магнатів; переможений Хмельницьким, Лупул став його союзником і брав участь у боротьбі проти шляхетської  Польщі. Хвилецький за думою, польський капітан, який служив у Лупула. Іван Потоцький (король польський) в думі, історично відповідає Миколі Потоцькому.
В той же час дума багата на географічні назви міст в яких відбувалися історичні події, так Сорока це як тоді, так і нині молдавське місто на річці Дністер, Січава — це місто та фортеця Сучава, одна із столиць  Молдавського князівства в 17 століття, тепер повітове місто Румунії. Ясси є містом на річці Прут, столиця Молдавського князівства в 17 столітті, тепер — повітове місто в Румунії. Хотия це місто Хотин на річці Дністер, тепер районний центр  Чернівецької області.

## Текст
Як із низу із Дністра тихий вітер повіває,
Бог святий знає, бог святий і відає,
Що Хмельницький думає-гадає.
Тогді ж то не могли знати ні сотники, ні полковники,
Ні джури козацькії,
Ні мужі громадськії,
Що наш пан гетьман Хмельницький,
Батю Зинов Богдану чигиринський
У городі Чигрині задумав вже й загадав:
Дванадцять пар пушок вперед себе одіслав,
А ще сам з города Чигрина рушав;
За їм козаки йдуть,
Яко ярая пчола, гудуть;
Которий козак не міє в себе шаблі булатної,
Пищалі семип'ядної,
Той козак кий на плечі забирає,
За гетьманом Хмельницьким
Ув охотне військо поспішає!
От тогді ж то, як до річки Дністра прибував,
На три часті козаків переправляв,
А ще до города Сороки прибував,
Під городом Сорокою шанці копав,
У шанцях куренем стояв,
А ще од своїх рук листи писав,
До Василія молдавського посилав,
А в листах приписував:
«Ей, Василію молдавський,
Господарю волоський!
Що тепер будеш думати й гадати:
Чи будеш зо мною биться,
Чи мириться?
Чи города свої волоські уступати,
Чи червінцями полумиски сповняти?
Чи будеш гетьмана Хмельницького благати?»
Тогді ж то Василій молдавський,
Господар волоський,
Листи читає,
Назад одсилає,
А в листах приписує:
«Пане гетьмане Хмельницький,
Батьку Зинов Богдану чигринський!
Не буду я з тобою ні биться,
Ні мириться,
Ні городів тобі своїх волоських уступати,
Ні червінцями полумисків сповняти:
Не лучче б тобі покориться меншому,
Ненужлі мені тобі, старшому?»
От тогді ж то Хмельницький, як сії слова зачував,
Так він сам на доброго коня сідав,
Коло города Сороки поїжджав,
На город Сороку поглядав,
Іще стиха словами промовляв:
«Ей, городе, городе Сороко!
Ще ти моїм козакам-дітям не заполоха,
Буду я тебе доставати,
Буду я з тебе великії скарби мати,
Свою голоту наповняти,
По битому тарелю на місяць жаловання давати».
От тогді-то Хмельницький як похваливсь,
Так гаразд-добре й учинив:
Город Сороку у неділю рано за добіддє взяв,
На ринку обід пообідав,
К полудній годині до города Січави припав,
Город Січаву огнем запалив
І мечем ісплюндрував.
От тогді-то інії січавці гетьмана Хмельницького
у вічі не видали,
Усі до города Ясси повтікали,
До Василя молдавського істиха словами промовляли:
«Ей, Василю молдавський,
Господарю наш волоський!
Чи будеш за нас одностайне стояти?
Будем тобі голдувати;
Коли ж ти не будеш за нас одностайне стояти,
Будем іншому пану кров'ю вже голдувати».
От тогді-то Василь молдавський,
Господар волоський,
Пару коней у колясу закладав,
До города Хотині од'їжджав,
У Хвилецького-капітана станцією стояв.
Тогді ж то од своїх рук листи писав,
До Івана Потоцького,
Кроля польського, посилав:
«Ей, Івану Потоцький,
Кролю польський!
Ти ж бо то на славній Україні п'єш-гуляєш,
А об моїй ти пригоді нічого не знаєш;
Що ж то в вас гетьман Хмельницький, русин,
Всю мою землю волоську обрушив,
Все моє поле коп'єм ізорав.
Усім моїм волохам, як галкам,
З пліч головки познімав;
Де були в полі стежки-доріжки,—
Волоськими головками повимощував,
Де були в полі глибокії долини,—
Волоською кров'ю повиповнював».
От тогді-то Івану Потоцький,
Кролю польський,
Листи читає,
Назад одсилає,
А в листах приписує:
«Ей, Василію молдавський,
Господарю волоський!
Коли ж ти хотів на своїй україні проживати,
Було тобі Хмельницького у вічнії часи не займати.
Бо дався мені гетьман Хмельницький гаразд-добре знати:
У первій войні —
На Жовтій Воді —
П'ятнадцять моїх лицарів стрічав,
Невеликий їм одвіт оддав —
Всім, як галкам, з пліч головки поздіймав,
Трьох синів моїх живцем узяв,
Турському султану в подарунку одіслав,
Мене, Йвана Потоцького,
Кроля польського,
Три дні на прикові край пушки держав.
Ані пить мені, ні їсти не дав.
То дався мені гетьман Хмельницький гаразд-добре знати,
Буду його во вік вічний пам'ятати!»
От тогді-то Хмельницький помер,
А слава його козацька не вмре, не поляже!
Теперешнього часу, господи, утверди і подержи
Люду царського,
І всім слухающим,
І всім православним християнам,
Сьому домодержавцю,
Хазяїну й хазяйці
Подай, боже, на многа літа!